# Tylecodon wallichii
Tylecodon wallichii är en fetbladsväxtart. Tylecodon wallichii ingår i släktet Tylecodon och familjen fetbladsväxter.

## Underarter
Arten delas in i följande underarter:
- T. w. ecklonianus
- T. w. wallichii

## Bildgalleri

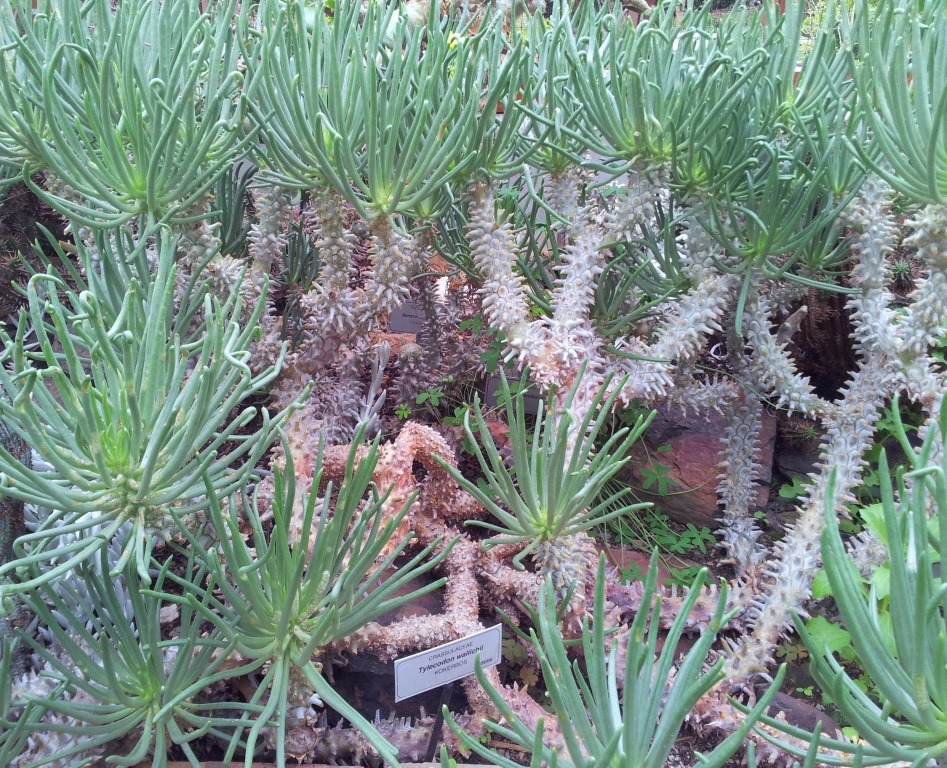
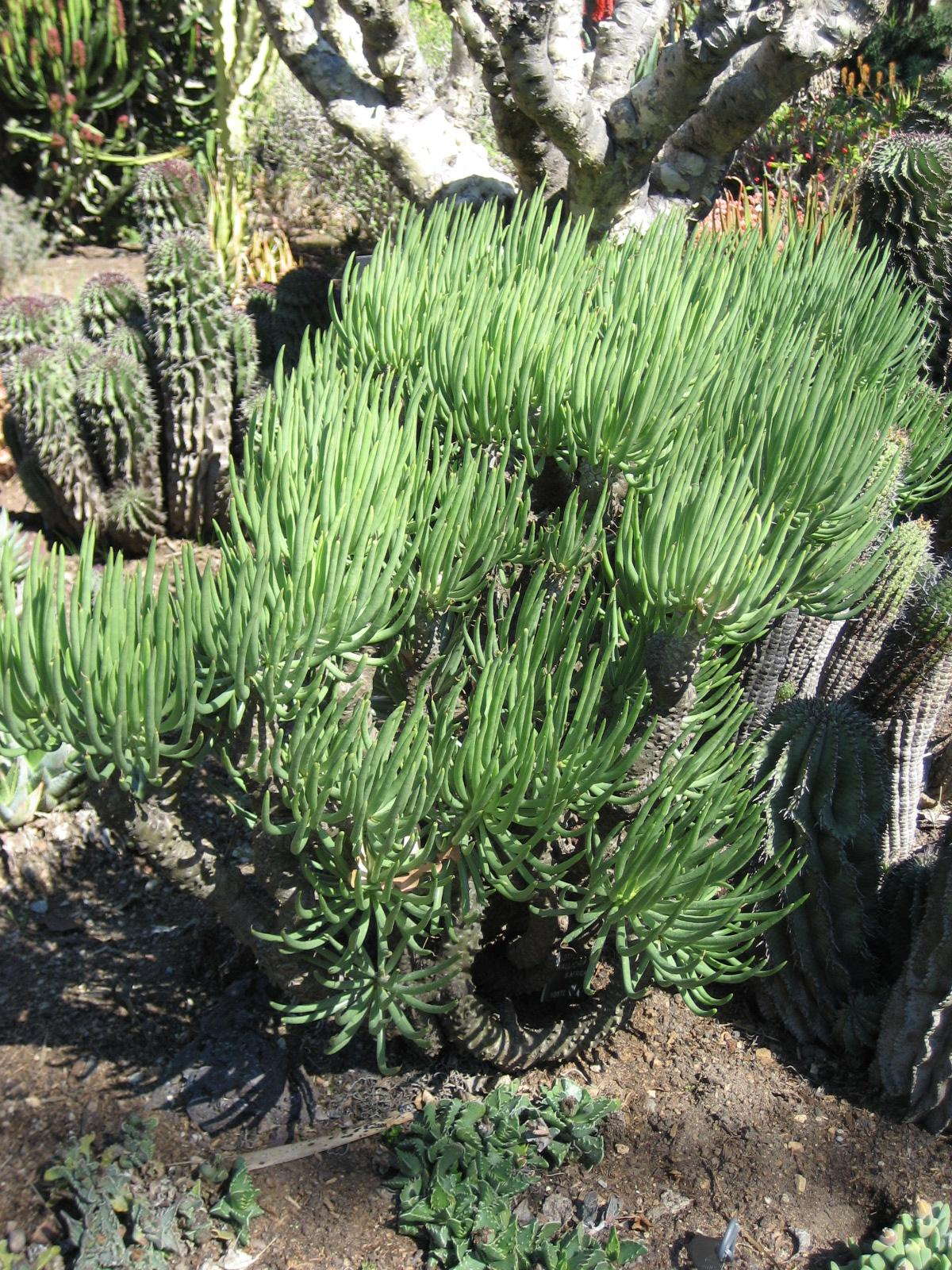
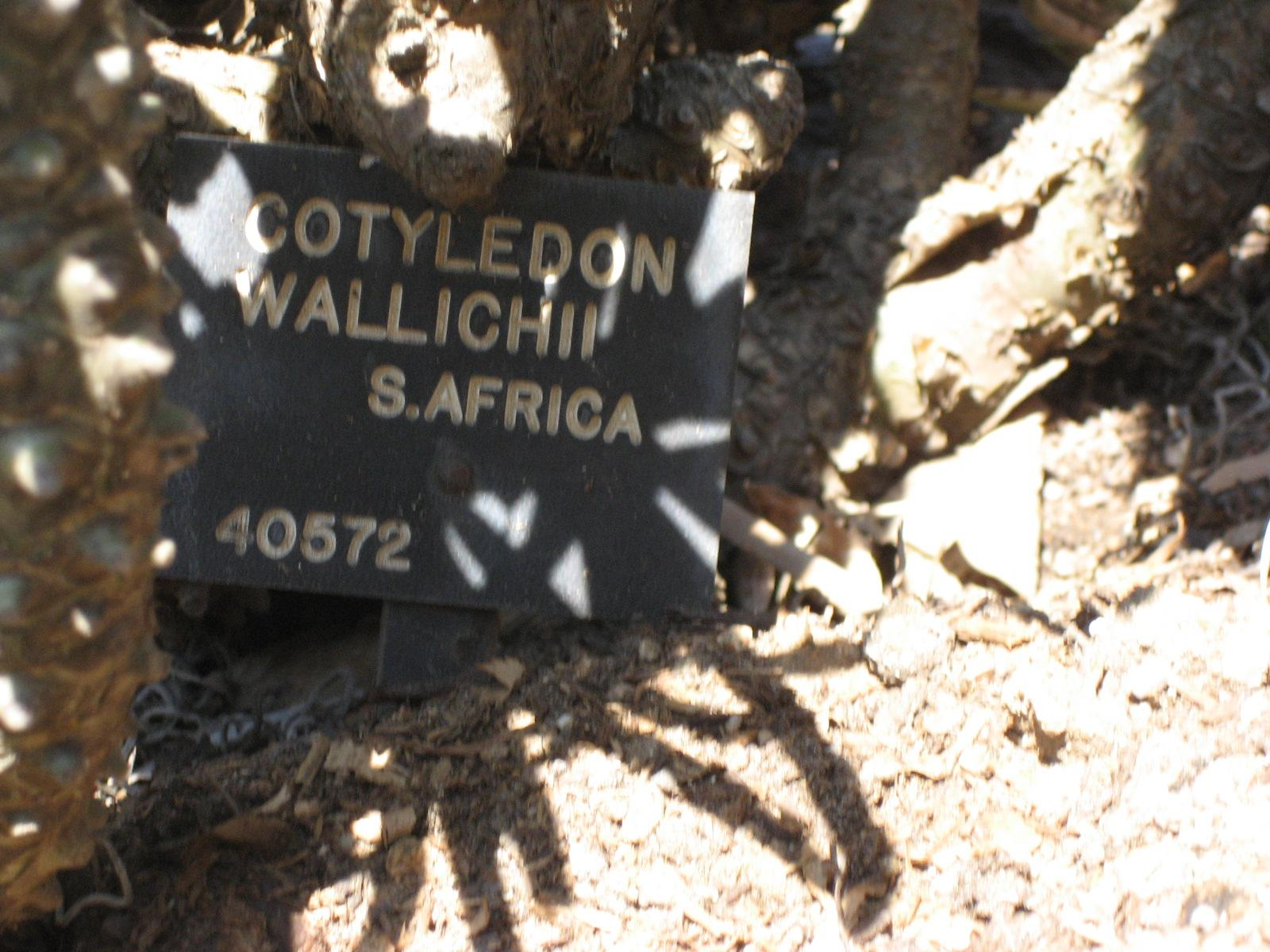